# Tipula (Eumicrotipula) azteca
Tipula (Eumicrotipula) azteca is een tweevleugelige uit de familie langpootmuggen (Tipulidae). De soort komt voor in het Neotropisch gebied.